# Ngô Thị Thuỳ Dung
Ngô Thị Thuỳ Dung (sinh ngày 15 tháng 02 năm 1995) là một vận động viên Taekwondo Việt Nam. Cô là thành viên đội tuyển Taekwondo Việt Nam.

## Tiểu sử
Ngô Thị Thuỳ Dung đã bén duyên với Taekwondo từ khi 8 tuổi. Và đầu năm 2010, Dung được gửi tập luyện cùng đội tuyển quyền Taekwondo Việt Nam và học văn hóa tại thành phố Hồ Chí Minh. Sau hơn một năm khổ luyện, Thùy Dung chính thức là thành viên đội tuyển quyền Taekwondo quốc gia.

## Sự nghiệp
Năm 2011 đạt 1 huy chương vàng, 1 huy chương bạc Giải trẻ Taekwondo Đông Nam Á, 1 huy chương bạc Giải trẻ Taekwondo thế giới.
Năm 2012 đạt 2 huy chương đồng Giải trẻ Taekwondo châu Á, 1 huy chương vàng Giải vô địch Taekwondo toàn quốc, 2 huy chương vàng Hội khoẻ phù đổng toàn quốc.
Năm 2013 đạt 1 huy chương vàng Giải vô địch Taekwondo Đông Nam Á, 1 huy chương đồng Giải vô địch Taekwondo Thế giới, 1 huy chương vàng Giải vô địch Taekwondo toàn quốc.
Năm 2014 đạt 1 huy chương vàng Giải vô địch Taekwondo châu Á, 1 huy chương vàng Giải vô địch Taekwondo Thế giới, 1 huy chương vàng Giải vô địch Taekwondo toàn quốc, 1 huy chương vàng, 1 huy chương đồng Đại hội thể dục thể thao toàn quốc.
Năm 2015 đạt 1 huy chương vàng Đại hội thẻ dục thể thao toàn quốc lần VII, 2 huy chương vàng Giải vô địch và trẻ Taekwondo Đông Nam Á lần thứ XII, 1 huy chương vàng Giải vô địch Taekwondo toàn quốc.
Năm 2016 đạt 1 huy chương vàng Giải vô địch Taekwondo châu Á, 1 huy chương vàng Giải vô địch Taekwondo toàn quốc.
Năm 2017 đạt 1 huy chương vàng Giải vô địch Taekwondo Đông Nam Á, huy chương đồng Đại hội Thể thao sinh viên Thế giới (UNIVERSIADE) 2017, 1 huy chương vàng Giải vô địch Taekwondo toàn quốc.
Ba võ sĩ Ngô Thị Thuỳ Dung, Liên Thị Tuyết Mai và Nguyễn Thị Lệ Kim đã có màn thể hiện tốt để mang về số điểm 8.210 Tại Đại hội Thể thao Đông Nam Á 2019.
Năm 2020 đạt 1 huy chương vàng, 1 huy chương bạc tại giải toàn quốc; 1 huy chương vàng và 1 huy chương bạc tại Giải Cúp các câu lạc bộ toàn quốc và sau đó là 1 huy chương vàng, 1 huy chương bạc, 1 huy chương đồng tại giải Đồng bằng sông Cửu Long. 
Bộ ba vận động viên Nguyễn Thị Kim Hà, Ngô Thị Thùy Dung và Nguyễn Thị Hồng Trang bước vào tranh tài ở chung kết nội dung quyền tiêu chuẩn đồng đội nữ SEA Games 31. Với màn trình diễn ấn tượng, các cô gái chủ nhà đã đánh bại các đối thủ Thái Lan, Malaysia và Lào để giành tấm huy chương vàng đầy thuyết phục. 

## Thành tích nổi bật

### Thể thao
| Năm  | Giải đấu                                             | Nơi diễn ra | Thành tích        | Nguồn |
| ---- | ---------------------------------------------------- | ----------- | ----------------- | ----- |
| 2011 | Giải trẻ Taekwondo Đông Nam Á                        |             | Huy chương vàng   | [ 1 ] |
| 2011 | Giải trẻ Taekwondo Đông Nam Á                        |             | Huy chương bạc    | [ 1 ] |
| 2011 | Giải trẻ Taekwondo thế giới                          |             | Huy chương bạc    | [ 1 ] |
| 2012 | Giải trẻ Taekwondo châu Á                            |             | 2 Huy chương đồng | [ 1 ] |
| 2012 | Giải vô địch Taekwondo toàn quốc                     | Việt Nam    | Huy chương vàng   | [ 1 ] |
| 2012 | Hội khoẻ phù đổng toàn quốc                          | Việt Nam    | 2 Huy chương vàng | [ 1 ] |
| 2013 | Giải vô địch Taekwondo Đông Nam Á                    |             | Huy chương vàng   | [ 1 ] |
| 2013 | Giải vô địch Taekwondo Thế giới                      |             | Huy chương đồng   | [ 1 ] |
| 2013 | Giải vô địch Taekwondo toàn quốc                     | Việt Nam    | Huy chương vàng   | [ 1 ] |
| 2014 | Giải vô địch Taekwondo châu Á                        |             | Huy chương vàng   | [ 1 ] |
| 2014 | Giải vô địch Taekwondo Thế giới                      |             | Huy chương vàng   | [ 1 ] |
| 2014 | Giải vô địch Taekwondo toàn quốc                     | Việt Nam    | Huy chương vàng   | [ 1 ] |
| 2014 | Đại hội thể dục thể thao toàn quốc                   | Việt Nam    | Huy chương đồng   | [ 1 ] |
| 2015 | Đại hội thẻ dục thể thao toàn quốc lần VII           | Việt Nam    | Huy chương vàng   | [ 1 ] |
| 2015 | Giải vô địch và trẻ Taekwondo Đông Nam Á lần thứ XII |             | 2 Huy chương vàng | [ 1 ] |
| 2015 | Giải vô địch Taekwondo toàn quốc                     | Việt Nam    | Huy chương vàng   | [ 1 ] |
| 2016 | Giải vô địch Taekwondo châu Á                        |             | Huy chương vàng   | [ 1 ] |
| 2016 | Giải vô địch Taekwondo toàn quốc                     | Việt Nam    | Huy chương vàng   | [ 1 ] |
| 2017 | Giải vô địch Taekwondo Đông Nam Á                    |             | Huy chương vàng   | [ 1 ] |
| 2017 | Đại hội Thể thao sinh viên Thế giới (UNIVERSIADE)    |             | Huy chương vàng   | [ 1 ] |
| 2017 | Giải vô địch Taekwondo toàn quốc                     | Việt Nam    | Huy chương vàng   | [ 1 ] |
| 2019 | Đại hội Thể thao Đông Nam Á 2019                     | Philippines | Huy chương vàng   | [ 2 ] |
| 2020 | Giải vô địch Taekwondo toàn quốc                     | Việt Nam    | Huy chương vàng   | [ 3 ] |
| 2020 | Giải vô địch Taekwondo toàn quốc                     | Việt Nam    | Huy chương bạc    | [ 3 ] |
| 2020 | Giải Cúp các câu lạc bộ toàn quốc                    | Việt Nam    | Huy chương vàng   | [ 3 ] |
| 2020 | Giải Cúp các câu lạc bộ toàn quốc                    | Việt Nam    | Huy chương bạc    | [ 3 ] |
| 2020 | Giải Đồng bằng sông Cửu Long                         | Việt Nam    | Huy chương vàng   | [ 3 ] |
| 2020 | Giải Đồng bằng sông Cửu Long                         | Việt Nam    | Huy chương bạc    | [ 3 ] |
| 2020 | Giải Đồng bằng sông Cửu Long                         | Việt Nam    | Huy chương đồng   | [ 3 ] |
| 2022 | Đại hội Thể thao Đông Nam Á 2021                     | Việt Nam    | Huy chương vàng   | [ 4 ] |